# Vasiliy Bubka
Pour les articles homonymes, voir Bubka.
Vasiliy Bubka, né le 26 novembre 1960 à Vorochilovgrad en URSS (aujourd'hui Louhansk en Ukraine) est un athlète ukrainien spécialiste du saut à la perche. Il est le frère aîné de Sergueï Bubka, l'ancien détenteur du record du monde de la discipline, premier sauteur à dépasser les 6 mètres. 
Troisième des Jeux mondiaux en salle 1985 derrière son frère et le Français Thierry Vigneron, il remporte la médaille d'argent des Championnats d'Europe 1986 de Stuttgart, s'inclinant de nouveau face à Sergueï Bubka avec un saut à 5,75 m.
Ses records personnels à la perche sont de 5,86 m en plein air (1988) et 5,60 m en salle (1985).

## Palmarès
| Année | Compétition            | Lieu      | Résultat | Performance |
| ----- | ---------------------- | --------- | -------- | ----------- |
| 1985  | Jeux mondiaux en salle | Paris     | 3e       | 5,60 m      |
| 1986  | Championnats d'Europe  | Stuttgart | 2e       | 5,75 m      |
| 1993  | Championnats du monde  | Stuttgart | 9e       | 5,70 m      |